# La Cadière-d'Azur
La Cadière-d'Azur é uma comuna francesa na região administrativa da Provença-Alpes-Costa Azul, no departamento de Var. Estende-se por uma área de 37,42 km². Em 2010 a comuna tinha 5 660 habitantes (densidade: 151,3 hab./km²).